# ماريا إرلا ماريلسدوتير
ماريا إرلا ماريلسدوتير (15 ديسمبر 1969)، دبلماسية آيسلندية. تقلدت منذ سبتمبر 2019 منصب سفير آيسلندا لدى ألمانيا٬ لتصبح بذلك أول سيدة تشغل هذا المنصب.

## المسيرة المهنية
درست ماريا إرلا ماريلسدوتير القانون في جامعة آيسلندا٬ وتخرجت عام 1995. بعد التخرج بعام٬ عملت محاميةً للمركز الآيسلندي لحقوق الإنسان والهيئة الحكومية لحماية الطفل. في عام 2006 حصلت على درجة الماجستير في القانون الأوروبي من جامعة ستكهولم.
بعد أن بدأت ماريلسدوتير العمل في السلك الدبلماسي٬ ترقت عام 1997 لدرجة سكرتير أول في قسم التجارة الخارجية في وزارة الخارجية الآيسلندية. في العام التالي انتقلت للعمل في السفارة الآيسلندية في بون٬ ثم برلين وبعدها في العام 2001 انتقلت للعمل في ستكهولم. هناك تقلدت منصب مستشارة السفارة في عام 2002. في العام 2007 عادت للعمل في الإدارة العامة للتجارة الخارجية في مقر الوزارة.
بعد عامين عُينت ماريا إرلا ماريلسدوتير بمنصب مديرة قسم المفاوضات التجارية الدولية والقسم "D" لانضمام آيسلندا للاتحاد الآوروبي. حتى عام 2013 كانت رئيسة فريق المفاوضات للتجارة الخارجية، شؤون الأمن والشؤون الخارجية، بالإضافة لعضويتها في لجنة المفاوضات للانضمام للاتحاد الأوروبي. في ذلك الوقت ترقت لمنصب سفير في عام 2011، وفي عام 2012 تولت منصب المديرالعام للتعاون الدولي من أجل التنمية. بين عام 2013 و 2016 تولت منصب سفير غير مقيم لدى مالاوي، أوغندا، أثيوبيا، كينيا، موزمبيق ودولة فلسطين.
قدمت ماريا إرلا ماريلسدوتير بتاريخ 11 سبتمبر 2019 أوراق اعتمادها سفيراً مفوض فوق العادة لجمهورية آيسلندا لدى ألمانيا. بالإضافة إلى ذلك، تشغل ماريلسدوتير منصب سفير غير مقيم لدى كرواتيا، الجبل الأسود، صربيا وبولندا.
ماريا إرلا متزوجة وأم لطفلين. تتحدث ماريا إرلا ماريلسدوتير الآيسلندية، الإنجليزية، السويدية والألمانية.